# Dračia hlava
Veľká a Malá Dračia hlava jsou nejvýraznější věže v dlouhém Dračím hřebeni ve Vysokých Tatrách. Tento hřeben není přímo propojen na dominantní masiv Vysoké. Je to tzv. nunatak, který kdysi osaměle čněl z ledovce.

## Topografie
Dračí hřeben je od Vysoké oddělen plochým Dračím sedlem. V hřebeni následuje od severu Velká Dračí hlava (2254,5 m n. m.), Štěrbina Dračí hlavy, Malá Dračí hlava (2200 m n. m.), Zlomisková branka a nakonec Zlomisková věž (2137,5 m n. m.). JZ stěnou spadá do Dračí dolinky, SV stěnou do kotlinky pod Dračím sedlem, což jsou všechno odnože Zlomískové doliny.

## Několik zajímavých výstupů
- 1907 - Prvovýstup Z. Klemensiewicz, R. Kordys a A. Znamiecki, severním hřebenem od Dračího sedla s obcházením, II-III.
- 1911 - J hřebenem od Zlomiskovej věže, Gy. A R. Komárnická, místy III.
- 1933 - Prvovýstup levou částí JZ stěny Malé Dračí hlavy, R. Donath, S. Motyka a Š. Zamkovského, IV.
- 1992 - Prvovýstup "Relaxační kout" na M. D. h., P. Hámor a P. Jackovič, VII.

## Galerie

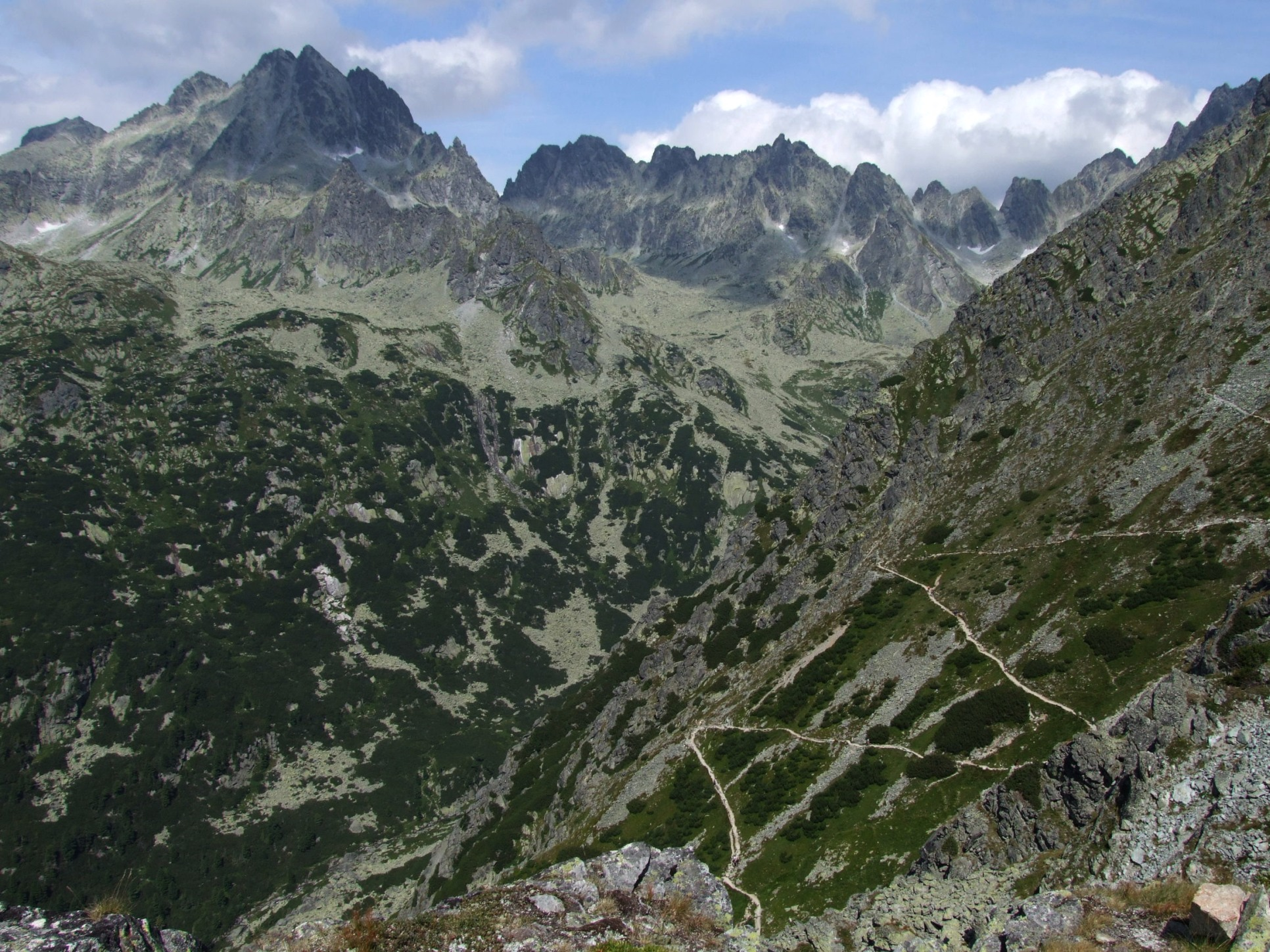
“Koruna Tatier“ z jihu, pod ní nevýrazný oblouk Dračieho hrebeňa.
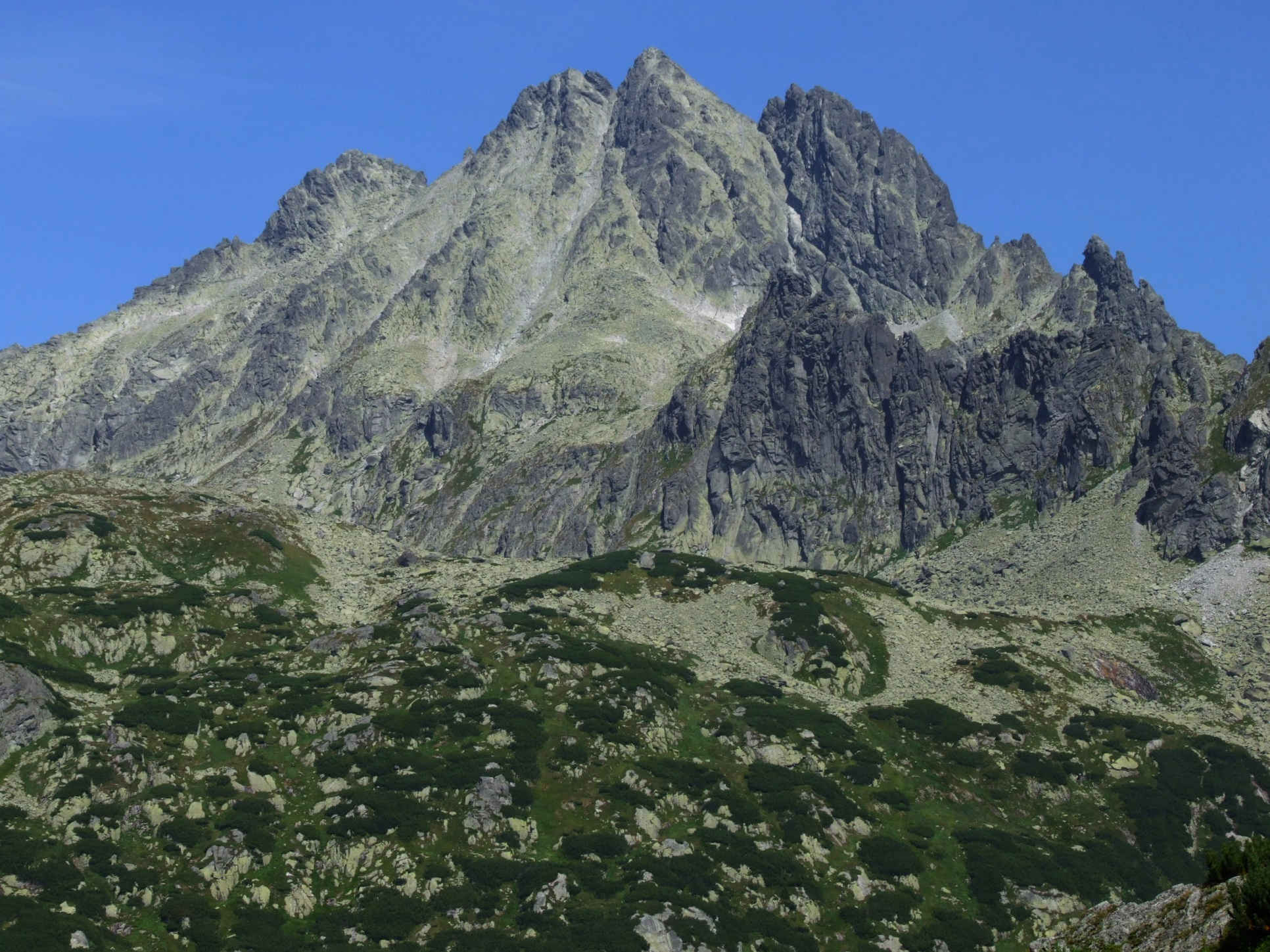
Znovu Koruna, hrot Ošarpancov vpravo, vpředu tmavý členitý hrebeň s Dračí hlavou.